# Cachemires
Los cachemires son un pueblo del norte del subcontinente indio. Habitan en el estado indio de Jammu y Cachemira, principalmente en el valle de Cachemira. También viven en el territorio pakistaní de Azad Cachemira. Constituyen una población de cerca de 7,197,587 de personas en diversos territorios. La mayoría de cachemires son musulmanes, aunque también hay un importante número de cachemires hinduistas. A un cachemir hinduista se le conoce como cachemir pandit.
El idioma cachemir o koshur es una "lengua dárdica noroestense de la rama indo-aria de la subfamilia indo-irania".